# Tangī Var
Tangī Var (persiska: تَنگيوَر, تَنگ گِراو, Tangīvar, تنگ ور, تنگی ور) är en ort i Iran.   Den ligger i provinsen Kurdistan, i den nordvästra delen av landet, 400 km väster om huvudstaden Teheran. Tangī Var ligger 1 192 meter över havet och antalet invånare är 213.
Terrängen runt Tangī Var är kuperad österut, men västerut är den bergig. Tangī Var ligger nere i en dal. Runt Tangī Var är det ganska tätbefolkat, med 65 invånare per kvadratkilometer. Närmaste större samhälle är Yūzīdar, 2,6 km norr om Tangī Var. Trakten runt Tangī Var består i huvudsak av gräsmarker.